# Svans (Slesvig)
 For alternative betydninger, se Svans. (Se også artikler, som begynder med Svans)
Svans eller Svansø (tysk: Schwansen) er halvøen mellem Slien og Egernfjord i det østlige Sydslesvig. I administrativ henseende hører landskabet under kredsene Rendsborg-Egernførde og Slesvig-Flensborg (Olpenæs, Ellebjerg) i den nordtyske delstat Slesvig-Holsten. Landskabet på halvøen er præget af store godser. Ved Egernførde Fjord findes småskove, lange naturstande og klinter. Området har cirka 20.000 indbyggere.
Hovedbyen i området er Risby. 

## Etymologi
Svans el. Svansø er første gang nævnt 1231 i Kong Valdemars Jordebog. Navnet henføres subst. glda. swan, oldn. svanr (≈svane), måske tidligere forstået som et navn på -ø. 

## Geografi
Halvøen er et let kuperet morænelandskab fra sidste istid. Den er stærkt præget af landbrug med mindre skov-og mosestrækninger som Gereby Skov (også Karlsborg Skov≈Karlsburger Gehölz), Grønholt Skov, Jægermose og Storskov. 

## Historie
I vikingetiden udgjorde hele halvøen Risby Herred. Området var afgrænset mod syd af Dannevirkes Østervold. En naturlig afgræsning markeres af Vindeby Nor, Store Snap Sø og Bulsø. Ligesom Angel på den anden side af Slien var Svans i vikingetiden og middelalderen beboet af danskerne. 
Begrebet Svans dukker første gang op i kong Valdemars Jordebog i 1231 som Swansø. Det oplyses her, at kongen ejede "26½ plove og desuden mange skove. Swansø yder 10 pd sølv." Navnet stammer sandsynligvis fra Svans Sø i den nordlige del af halvøen. 
Krongodset tilfaldt Abel, da hans sønner i 1260 pantsatte det.
For at sikre Sliens sunde oprettede Erik af Pommern med Svaneborgen ved Arnæs og Kongsborgen ved Mysunde to nu forfaldne borge i Svans. 
Endnu i 1780 taltes angeldansk i slibyerne.
Området var i middelalderen rig på krongods og gejstligt og adeligt gods. Endnu i dags findes der store herregårde i området. Derom vidner fx herregården Ludwigsburg ved Vabs. Landsbyen Siseby består næsten udelukkende af velholdte bindingsværkshuse. I Karlsminde befinder sig med Karlsminde langdysse en 52 lang dysse fra yngre stenalder. Store dele af området ved Slien hører til den i 2008 nyoprettede naturpark Slien.

## Kommuner i Svans
- Barkelsby
- Brodersby
- Damp
- Dørphof (Dörphof)
- Egernførde – Borreby
- Gammelby
- Holstoft (Holzdorf)
- Karby
- Kosel
- Lose (Loose)
- Risby (Rieseby)
- Tumby (Thumby) med landsbyen Siseby
- Vabs (Waabs)
- Vindemark (Winnemark)

## Sogne i Svans
- Svans Sogn (Karby Sogn)
- Siseby Sogn
- Vabs Sogn (også Vabenæs)
- Risby Sogn
- Borreby Sogn (en del)
- Kosel Sogn (også Koslev, en del)

## Galleri
- Luftbillede af Risby med Slien
- Kohøved gods
- Sognekirken i Siseby
- Storskov (Großholz) danner grænseskel mellem Vabs, Risby og Siseby Sogne.
- Slien ved Mysunde
- Bognæs Klint markerer den sydøstlige pynt af Svansø
- Dannevirkets Østervold markerer halvøens grænse mod sydvest